# Fukushima Azuma Baseball Stadium
Het Fukushima Azuma Baseball Stadium (Japans: 福島県営あづま球場 Fukushima ken’ei Azuma kyūjō) is een groot stadion in Fukushima, Japan. Het biedt plaats aan 30.000 bezoekers. Het is onderdeel van het Azuma Sports Park sportcomplex. Het stadion wordt gebruikt voor muziekconcerten, wedstrijden honkbal en softbal. Het stadion werd geopend in september 1986.
Het stadion is de locatie voor de honkbal- en softbalcompetitie op de Olympische Zomerspelen 2020. 